# Hypena sanctigeorgii
Hypena sanctigeorgii là một loài bướm đêm trong họ Erebidae.